# Nyaung-U
Nyaung-U (in birmano ညောင်ဦးမြို့) è una città della regione di Mandalay, capoluogo dell'omonimo distretto.
Sorge sulla riva occidentale del fiume Irrawaddy, dista 4 km da , antica capitale, ed ospita la Pagoda di Shwezigon.

## Storia
La zona ha iniziato ad essere abitata dall'IX secolo, quando il re Pyinbya spostò a Bagan (distante appena 4 km dalla attuale Nyaung-U) la capitale del suo regno. Tra il 1000 e il 1200 a città crebbe rapidamente in breve tempo, al punto che le sue rovine ricoprono una superficie di quasi 10 km quadrati. Attorno al 1100 il centro nevralgico del regno si spostò più a sud, verso Thaton, con Bagan che rimase un centro di studi religiosi.
Nel 1287, quando il regno fu conquistato dai mongoli, la città fu saccheggiata e molte reliquie religiose vennero trafugate.

## Monumenti e luoghi d'interesse

### Pagoda di Shwezigon
La pagoda di Shwezigon è un tempio buddista, la cui costruzione è iniziata nell'XI secolo e fu completata nel 1102. Secondo la tradizione, nella Pagoda sono custoditi un osso e un dente del Gautama Buddha.
Altri templi rilevanti nella zona sono la pagoda di Htilominlo, la pagoda di Gubyaukgyi e la pagoda di Ahlodawpyae.

## Infrastrutture e trasporti
La città ospita l'aeroporto di Nyaung U, che rappresenta il principale accesso aereo alla zona. È presente anche una stazione ferroviaria, distante pochi chilometri dal centro.